# Cœur de femme
Pour plus de détails, voir Fiche technique et Distribution.
Cœur de femme est un film français réalisé par René Leprince et Ferdinand Zecca, sorti en 1913.

## Fiche technique
- Réalisation : René Leprince et Ferdinand Zecca
- Scénario : Pierre Decourcelle
- Photographie :
- Montage :
- Producteur :
- Société de production : Pathé Frères
- Société de distribution :  Pathé Frères
- Pays d'origine :  France
- Langue : film muet avec les intertitres en français
- Métrage : 1 025 mètres, dont 880 m en couleurs
- Format : Noir et blanc — 35 mm — 1,33:1 — Muet
- Genre : Film dramatique
- Durée : 34 minutes 10
- Dates de sortie :
  -  France : 28 mars 1911

## Distribution
- René Alexandre : Jean Clédat, un jeune sculpteur qui, à Paris, s'éprend de sa voisine d'atelier
- Gabrielle Robinne : Gabrielle Normand, une artiste-peintre dont Jean tombe amoureux
- Louis Ravet : Clédat père, le père de Jean
- Castillan : Raoul de Xan, un riche ami de Gabrielle
- Berthe Bovy : Marie-Claire de la Salette, la fiancée de Jean
- Aimée Tessandier : Mme Clédat, la mère de Jean